# Vanvoorstia spectabilis
Espèce
Synonymes
- Implicaria reticulata Heydrich, 1902[2]

Vanvoorstia spectabilis est une espèce d’algues rouges de la famille des Delesseriaceae.